# Liste der Baudenkmale in Hohenfinow
In der Liste der Baudenkmale in Hohenfinow sind alle Baudenkmale der brandenburgischen Gemeinde Hohenfinow aufgelistet. Grundlage ist die Veröffentlichung der Landesdenkmalliste mit dem Stand vom 31. Dezember 2020. Die Bodendenkmale sind in der Liste der Bodendenkmale in Hohenfinow aufgeführt.

## Baudenkmale nach Ortsteilen
In den Spalten befinden sich folgende Informationen:
- ID-Nr.: Die Nummer wird vom Brandenburgischen Landesamt für Denkmalpflege vergeben. Ein Link hinter der Nummer führt zum Eintrag über das Denkmal in der Denkmaldatenbank. In dieser Spalte kann sich zusätzlich das Wort Wikidata befinden, der entsprechende Link führt zu Angaben zu diesem Denkmal bei Wikidata.
- Lage: die Adresse des Denkmales und die geographischen Koordinaten. Link zu einem Kartenansichtstool, um Koordinaten zu setzen. In der Kartenansicht sind Denkmale ohne Koordinaten mit einem roten beziehungsweise orangen Marker dargestellt und können in der Karte gesetzt werden. Denkmale ohne Bild sind mit einem blauen bzw. roten Marker gekennzeichnet, Denkmale mit Bild mit einem grünen beziehungsweise orangen Marker.
- Bezeichnung: Bezeichnung in den offiziellen Listen des Brandenburgischen Landesamtes für Denkmalpflege. Ein Link hinter der Bezeichnung führt zum Wikipedia-Artikel über das Denkmal.
- Beschreibung: die Beschreibung des Denkmales
- Bild: ein Bild des Denkmales und gegebenenfalls einen Link zu weiteren Fotos des Baudenkmals im Medienarchiv Wikimedia Commons

### Hohenfinow
| ID-Nr.   | Lage                       | Bezeichnung | Beschreibung | Bild                                       |
| -------- | -------------------------- | --- | --- | ------------------------------------------ |
| 09175238 | (Lage)                     | Historischer Ortskern Hohenfinow                                                                                                 | | Historischer Ortskern Hohenfinow           |
| 09175636 | Am Anger 33 (Lage)         | Gutarbeiterhaus für vier Familien                                                                                                | Das Haus ist das ehemalige Armenhaus des Dorfes. Es wird heute von der Gemeinde genutzt. | Gutarbeiterhaus für vier Familien          |
| 09175619 | Gersdorfer Straße 5 (Lage) | Wohnhaus mit angebautem Wirtschaftsgebäude                                                                                       | | Wohnhaus mit angebautem Wirtschaftsgebäude |
| 09175237 | Hauptstraße 20 (Lage)      | Kirche | Die evangelische Kirche stammt aus der Mitte des 13. Jahrhunderts. Zwischen 1906 und 1910 wurde die Kirche renoviert. | Kirche                                     |
| 09175447 | Zum Kienberg 8 (Lage)      | Südlicher Abschnitt des Friedhofs sowie Erbbegräbnis der Familie Bethmann-Hollweg mit Kapelle und Grabmalen des 19. Jahrhunderts | In diesem Teil des Friedhofs befinden sich die Erbbegräbnis der Familie Bethmann-Hollweg an der westlichen Mauer, neben der Kapelle in der Südwestecke des Friedhofs. Hier liegt unter anderem der ehemalige Reichskanzler Theobald von Bethmann Hollweg begraben. Eine weitere Kapelle befindet sich in der Südostecke. | weitere Bilder                             |